# Dalien Tholus
Il Dalien Tholus è una struttura geologica della superficie di Cerere.